# 埃奇克姆火山

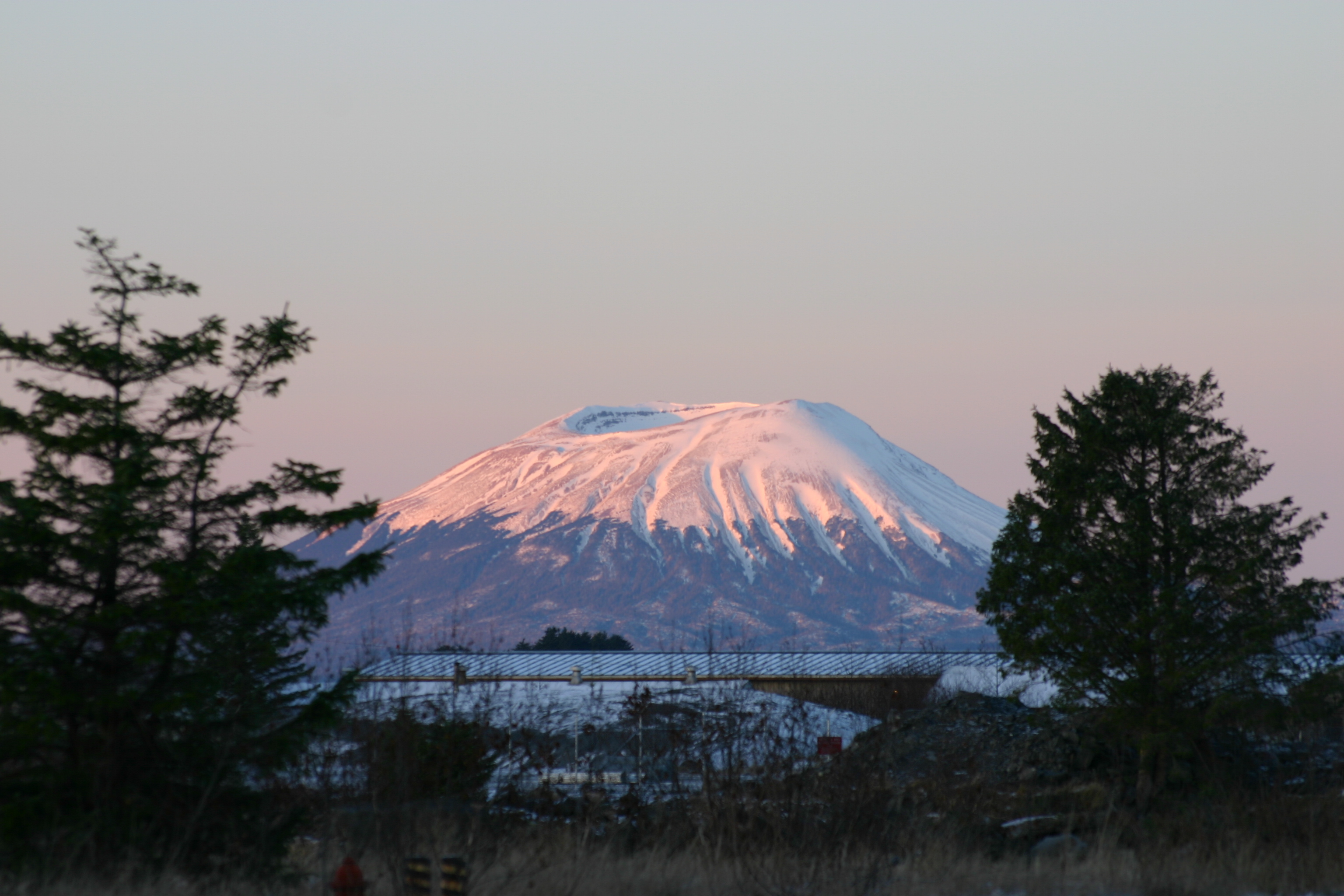

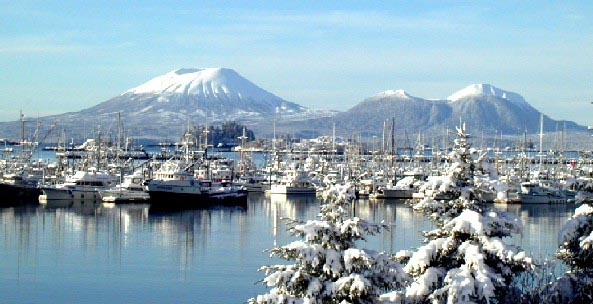

埃奇克姆火山是美國的火山，位於克魯佐夫島，由阿拉斯加州負責管轄，海拔高度976米，最近一次火山噴發在公元前2220年左右發生。

## 命名
埃奇克姆火山是英国航海家詹姆斯·庫克于1778年命名的，以英格兰普利茅斯港的一座同名山丘命名，可能是为了纪念埃奇克姆伯爵乔治。

## 喷发
- 公元前7220年
- 公元前3810年
- 公元前2220年 ±100年[2]

## 惡作劇喷发
1974年4月1日，當地一位名叫Oliver“Porky”Bickar的惡作劇者在火山口點燃了70個舊輪胎。 從火山口升起的黑煙使阿拉斯加矽地卡的居民相信火山正在噴發，並通報了海岸巡防隊。惡作劇很快就被發現了，因為50英尺大小的"Aprils Fool”就噴塗在火山邊緣。Bickar從1971年就計畫實行此惡作劇，英國衛報將此事件列為有史以來十大最佳的Aprils Fools惡作劇之一。

## 外部連結
- Topographic map of Mount Edgecumbe (1:250,000 scale) （页面存档备份，存于） from USGS Sitka and Port Alexander
- Alaska Volcano Observatory（页面存档备份，存于）